# Ixora grandifolia
Ixora grandifolia är en måreväxtart som beskrevs av Heinrich Zollinger och Alexandre Moritzi. Ixora grandifolia ingår i släktet Ixora och familjen måreväxter.

## Underarter
Arten delas in i följande underarter:
- I. g. grandifolia
- I. g. lancifolia
- I. g. rosella